# Velká Jesenice
Velká Jesenice település Csehországban, Náchodi járásban. Velká Jesenice Provodov-Šonov, Nahořany, Šestajovice, Říkov, Česká Skalice és Rychnovek településekkel határos. Lakosainak száma 748 fő (2024. január 1.).

## Népesség
A település lakosságának változását az alábbi diagram mutatja:
| Lakosok száma | 1148 | 1191 | 1098 | 910  | 807  | 722  | 750  | 738  | 734  | 748  |
|               | 1869 | 1890 | 1921 | 1950 | 1980 | 2001 | 2017 | 2019 | 2022 | 2024 |